# 平安道
平安道（：／ P'yŏngan-to），舊稱關西，是朝鮮半島的一個歷史地名，朝鮮王朝“朝鮮八道”之一。設立於1413年，道名合稱自平壤（평양）與安州（안주）。
相等於今日的以下地方：
- 平壤市（평양시）
- 平安南道（평안남도）
- 平安北道（평안북도）
- 慈江道（자강도）